# ود بنده
ود بنده یک منطقهٔ مسکونی در سودان است که در کردفان غربی (ایالت سودان) واقع شده‌است. ود بنده ۵۳۲ متر بالاتر از سطح دریا واقع شده‌است.